# Sillim (métro de Séoul)
Sillim (en coréen : 신림역) est une station de correspondance de la ligne 2 et de la ligne Sillim, du métro de Séoul. Elle est située au 1467-10 Sillim-dong, dans l'arrondissement de Gwanak-gu à Séoul en Corée du Sud.
Ouverte en 1984, et devenue station de correspondance en 2022. Elle est desservie par les rames omnibus qui circulent sur la ligne 2 et la ligne Sillim.

## Situation sur le réseau

Plan du réseau (2023)

Établie en souterrain, la station de correspondance Sillim est située : sur la ligne principale circulaire de la ligne 2 du métro de Séoul, entre la station Sindaebang, en direction de Hôtel de Ville, rotation dans le sens des aiguilles d'une montre sur la section circulaire, et la station Bongcheon, en direction de Hôtel de Ville, rotation dans le sens inverse des aiguilles d'une montre sur la section circulaire ; elle est également située sur la ligne Sillim, entre la station Danggok, en direction du terminus nord Saetgang, et la station Seowon, en direction du terminus sude Gwanaksan.

## Histoire
La station Sillim est mise en service le 22 mai 1984, lors de l'ouverture à l'exploitation de la section de Université nationale de Séoul à Euljiro 1(il)-ga (via Sindorim) qui marque l'achèvement de la ligne circulaire de la ligne 2 du métro de Séoul.
Elle devient une station de correspondance le 28 mai 2022, lors de l'ouverture à l'exploitation de la ligne Sillim

## Services aux voyageurs

### Accès et accueil
Établie au 211 Sillim-dong, la station de correspondance dispose de trois niveaux en sous-sol : au niveau le plus profond se situe la station Sillim avec un quai central équipé de portes palières, encadré par les deux voies de la ligne et en perpendiculaire sur un niveau intermédiaire se situe la station de la ligne 2 avec un quai central,équipé de portes palières, encadré par les deux voies de la ligne. Les deux stations disposent d'ascenseurs, d'escaliers et d'escaliers mécaniques pour rejoindre la mezzanine qui permet les correspondances et ou l'on trouve notamment les automates pour l'achat des titres de transport et les tourniquets de contrôle. Deux ascenseurs et huit escaliers permettent de rejoindre la surface par ses huit accès/sortie numérotés de 1 à 8. Outre les ascenseurs, la station dispose de toilettes et d'une salle de soin pour les personnes en situation de handicap.

### Desserte

#### Station ligne 2
Sillim est desservie par les rames omnibus qui circulent sur la ligne 2.

Installations ligne 2
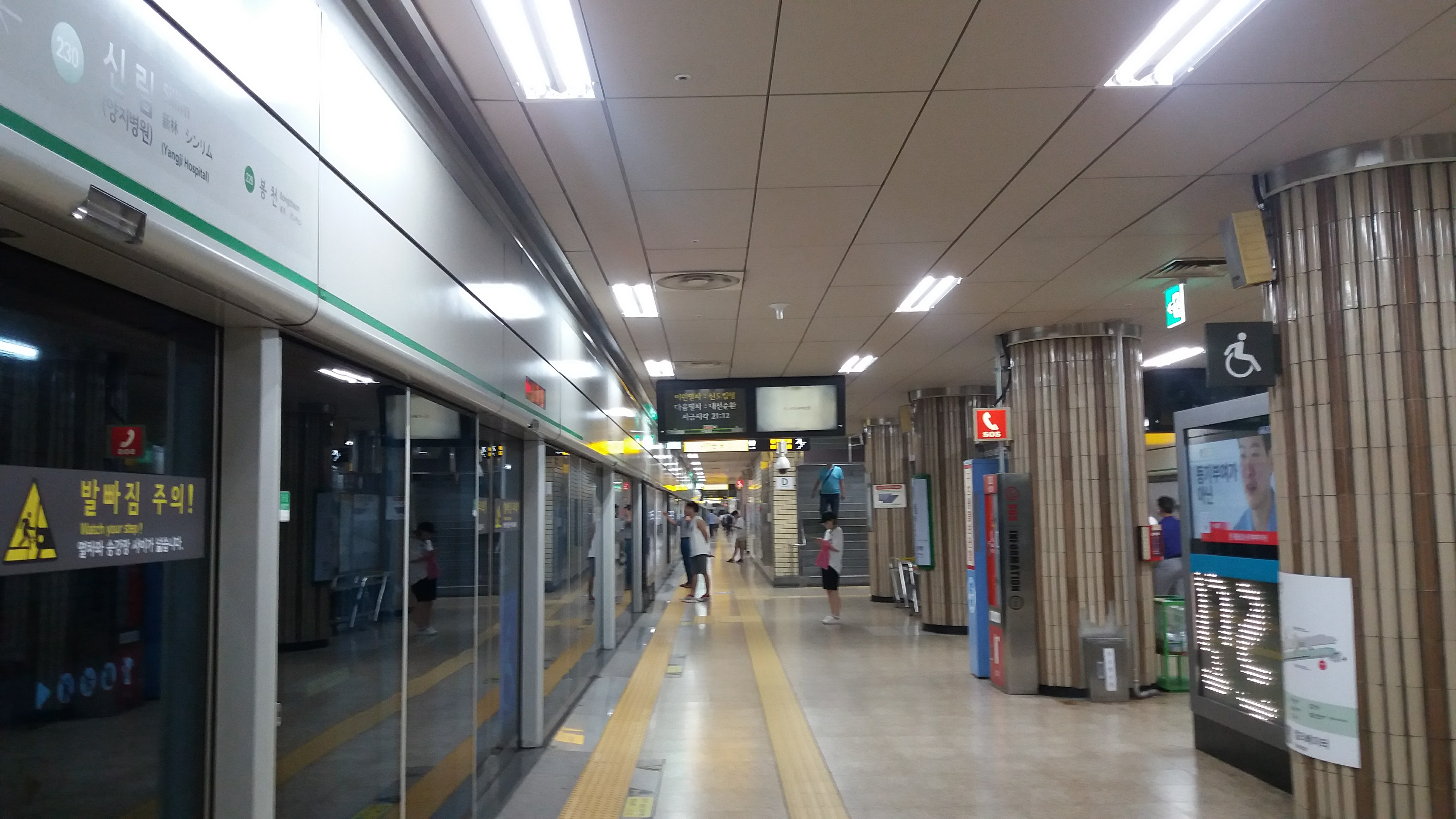
En 2017.
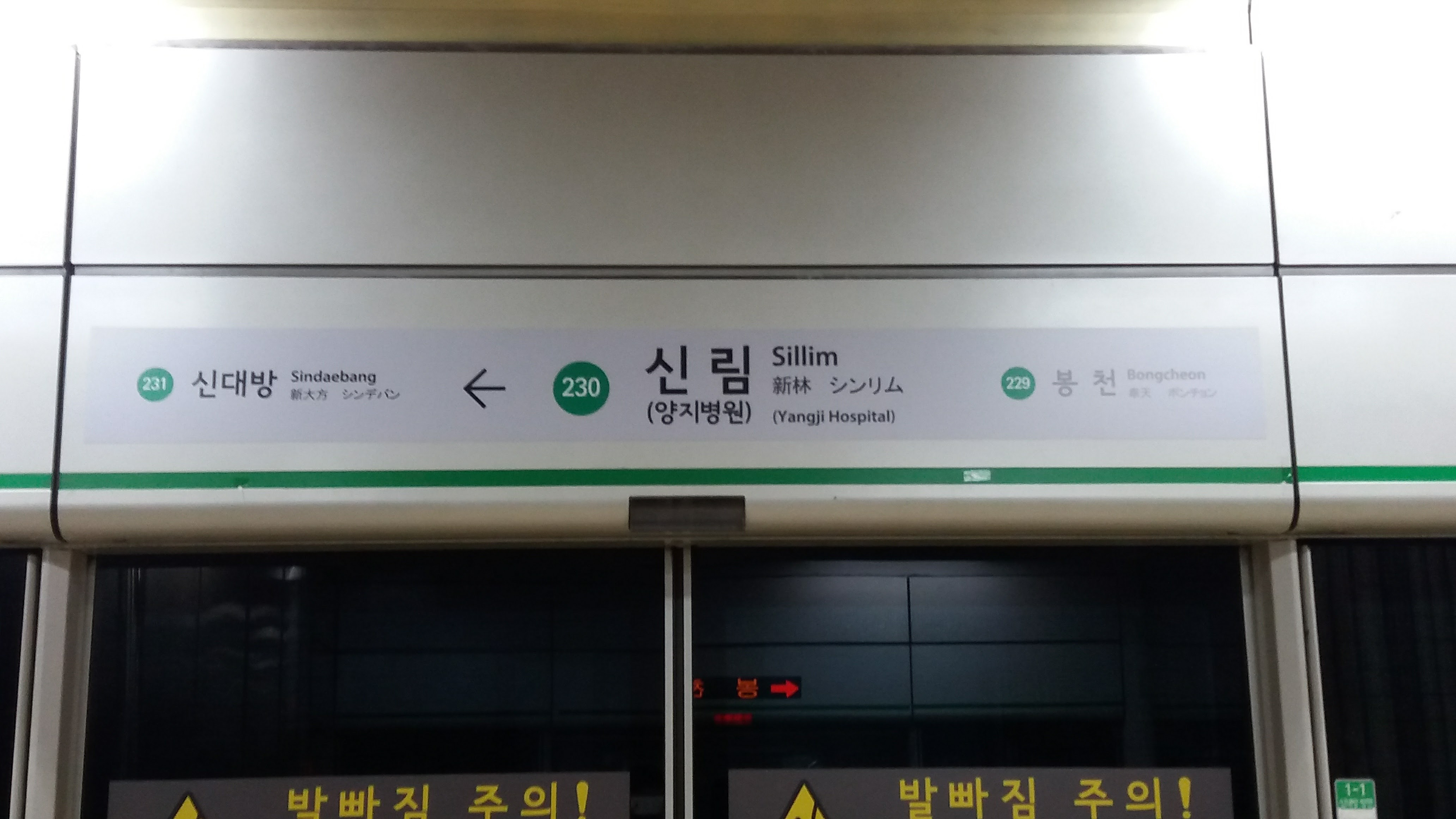
En 2018.
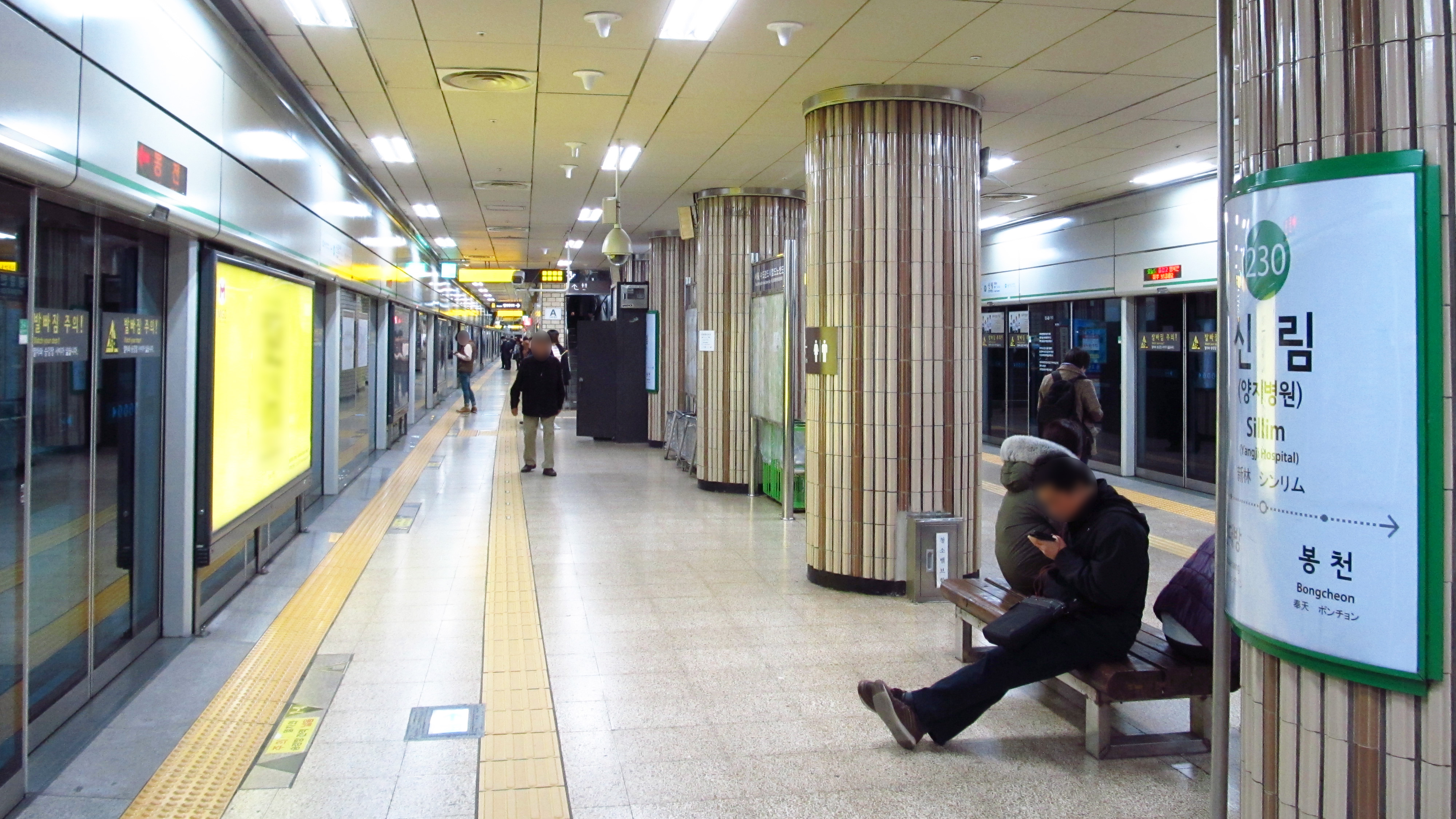
En 2018.

#### Station ligne Sillim
Sillim est desservie par les rames omnibus qui circulent sur la ligne Sillim.

Installations ligne Sillim
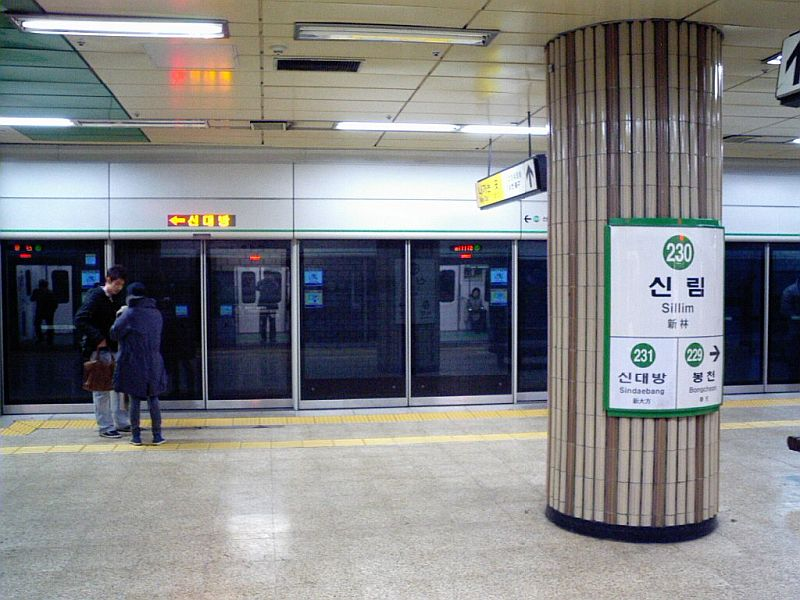
En 2009.
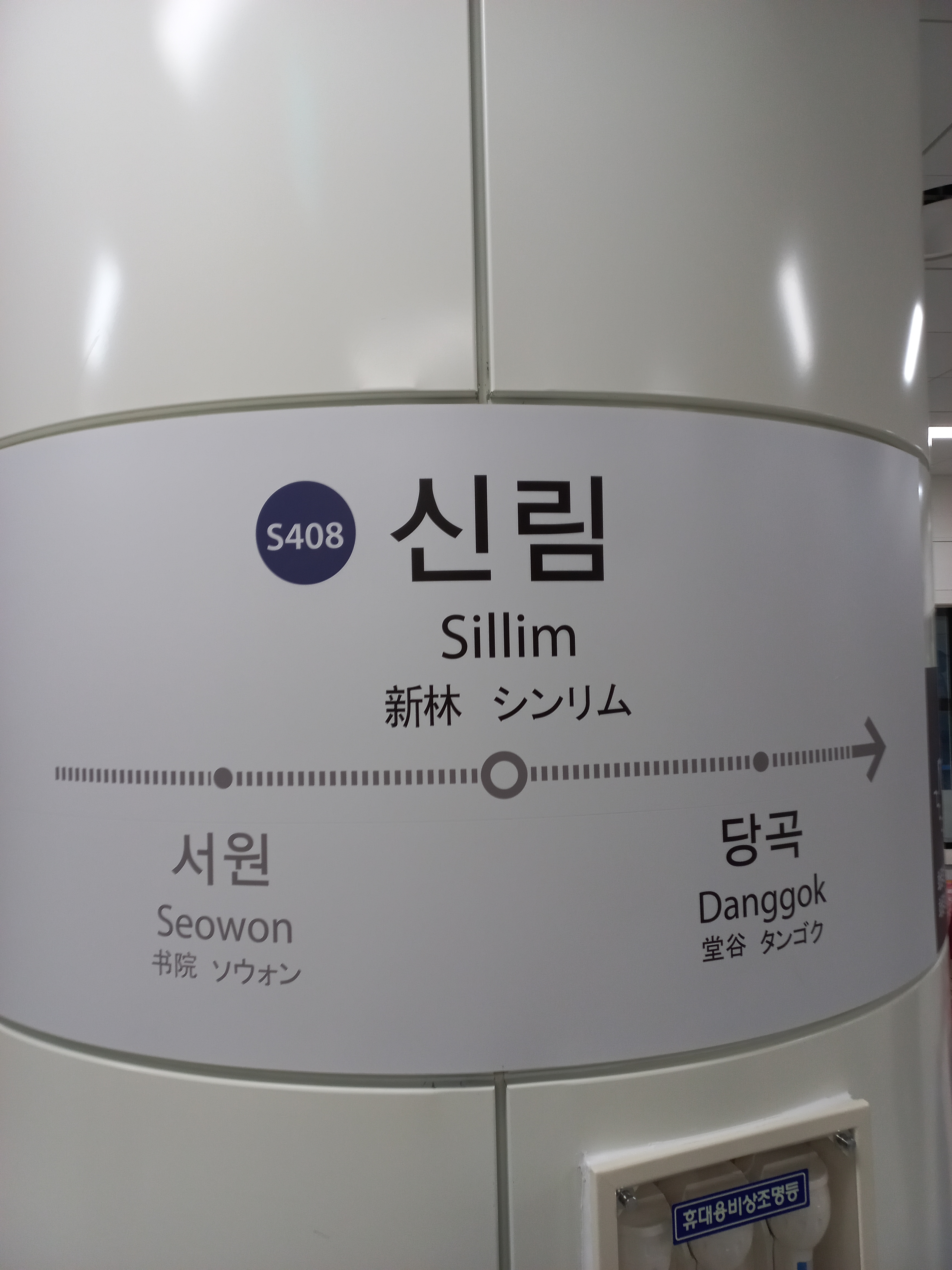
En 2022.
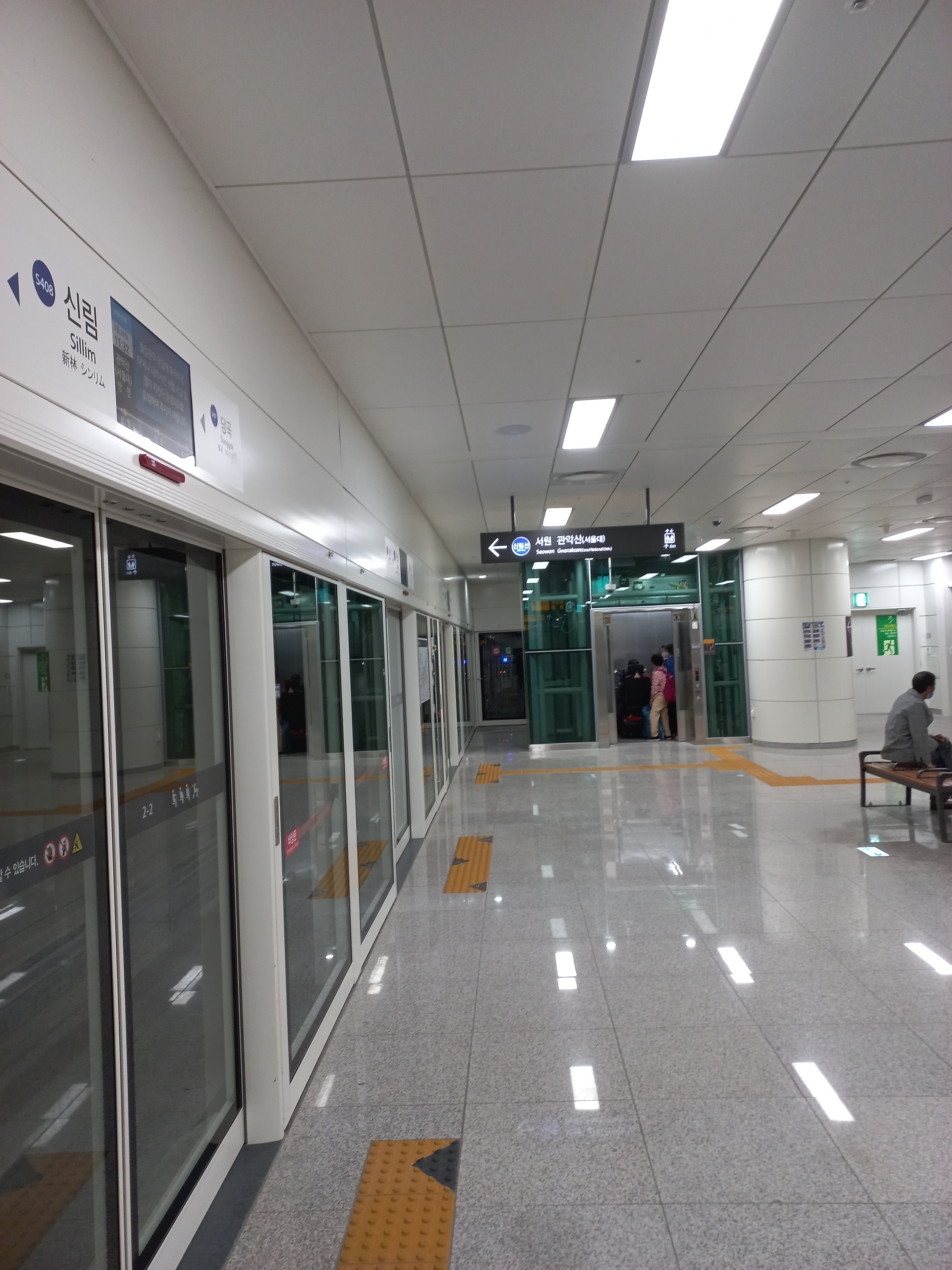
En 2022.

### Intermodalité
Des arrêts de bus urbains sont situés à proximité de certains accès.

## À proximité
Elle dessert des établissements scolaires, des administrations et notamment : le parc Boramae et l'hôpital municipal de Boramae